# Obere Laaser Alm
Die Obere Laaser Alm (italienisch Rifugio Malga Lasa di sopra) ist eine Schutzhütte der Sektion Laas des Alpenverein Südtirol in den Ortler-Alpen in Südtirol. Die Hütte liegt im Laaser Tal auf einer Höhe von 2047 m s.l.m. unterhalb des Laaser Ferners, auf dem Gebiet des Nationalparks Stilfserjoch.

## Geschichte
Eine erste Schutzhütte im Laaser Tal wurde 1895 auf dem Mataunboden auf der östlichen Seite des Talschlusses erbaut (Lage). Erbauer war die Sektion Silesia des Deutschen und Österreichischen Alpenvereins, die ihren Sitz im mährisch-schlesischen Troppau hatte. Nachdem diese Troppauer Hütte 1908 durch eine Lawine völlig zerstört worden war, wurde 1910 auf der gegenüberliegenden Talseite ein Neubau eröffnet (Lage), der allerdings im Winter 1918/19 ebenfalls einer Lawine zum Opfer fiel. Die Grundmauern dieser zweiten Hütte sind heute noch etwas oberhalb der privaten Fernerhütte (2094 m s.l.m.) erkennbar.
Bei der heutigen Hütte im Laaser Tal handelt es sich um die Obere Laaser Alm. Das Gebäude wurde ab 1948 in Holzblock-Bauweise erstellt, nachdem ein ursprünglich gemauertes Almgebäude im Jahr 1947 durch einen Brand zerstört worden war. Als Dank für die Hilfestellung beim Bau erhielt der Alpenverein Südtirol (AVS) von der Alminteressentschaft ein Benutzungsrecht. Ab 1963 wurde die Hütte von den Hirten nicht mehr genutzt, die sich nunmehr vorwiegend in der Unteren Laaser Alm aufhielten. Um die Verwahrlosung der Oberen Alm aufzuhalten, sorgte der AVS für umfangreiche Renovierungsarbeiten. In der Folge erhielt der AVS ein Bewirtschaftungsrecht, das er seit 1972 ausübt.

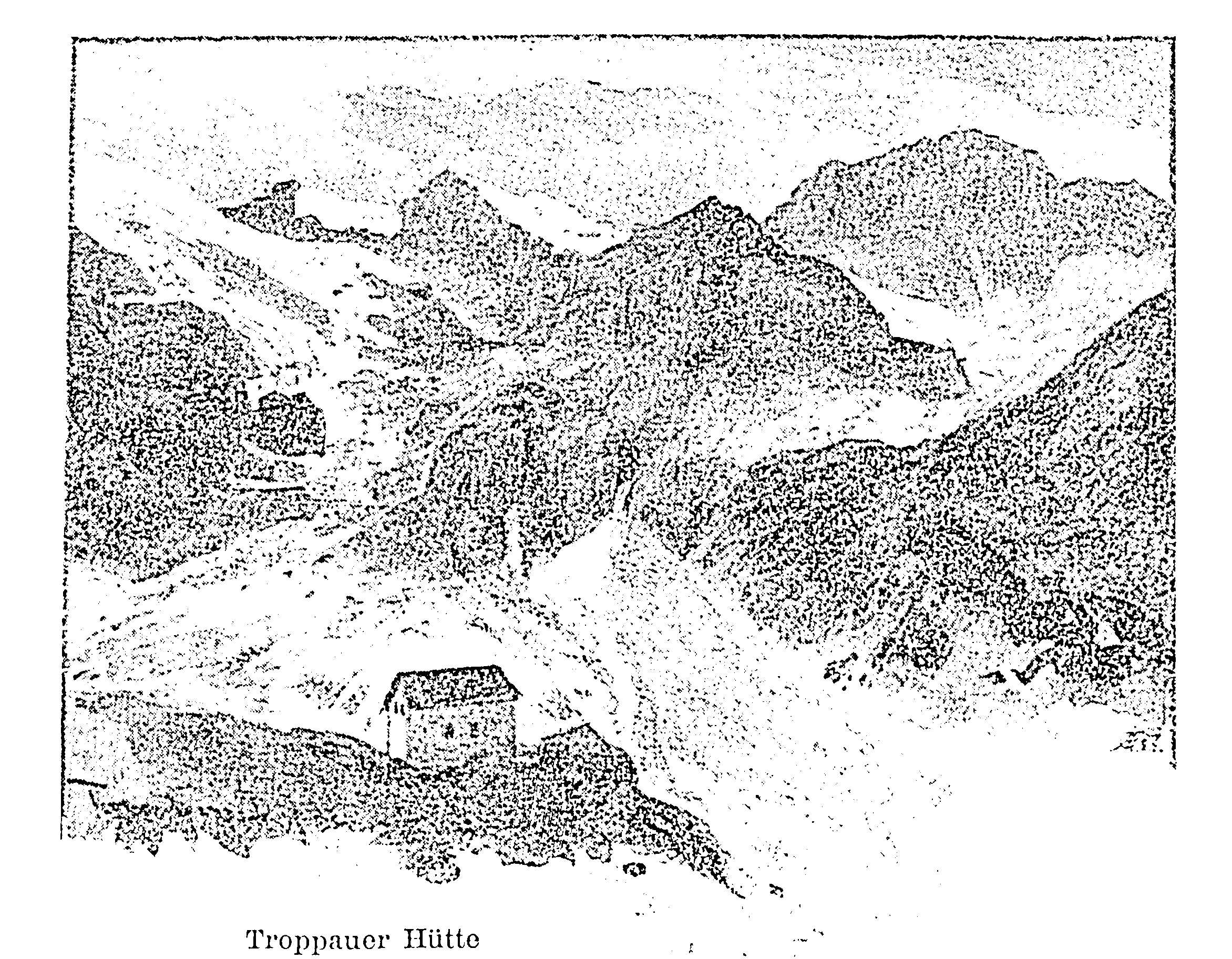
Tony Grubhofer: Erste Troppauer Hütte (1899)
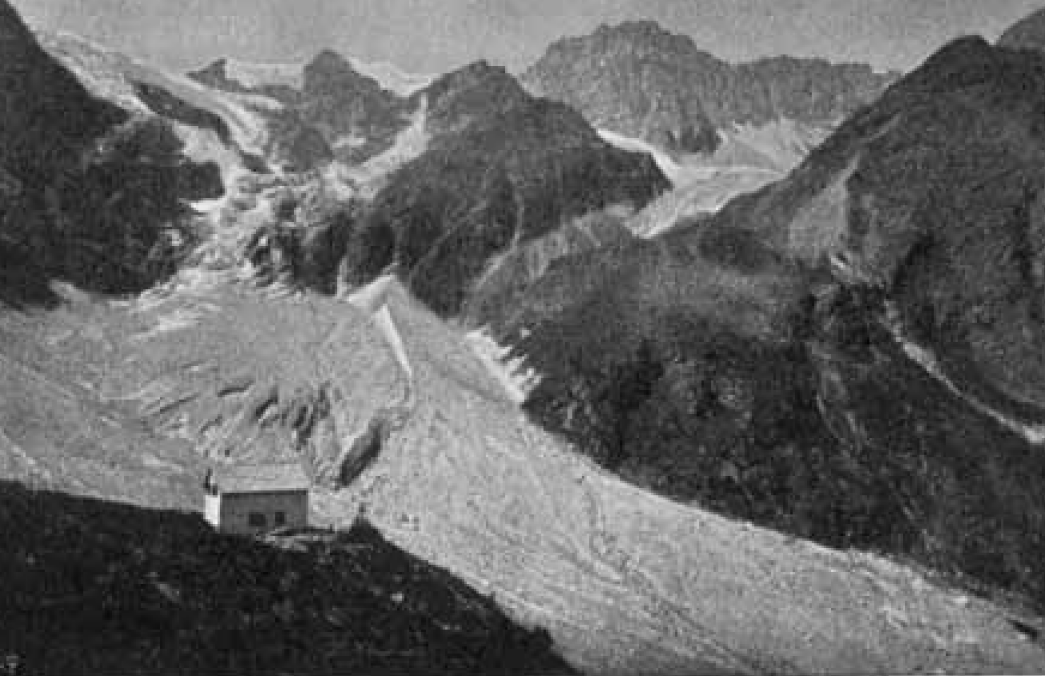
Erste Troppauer Hütte mit Laaser Ferner (1905)
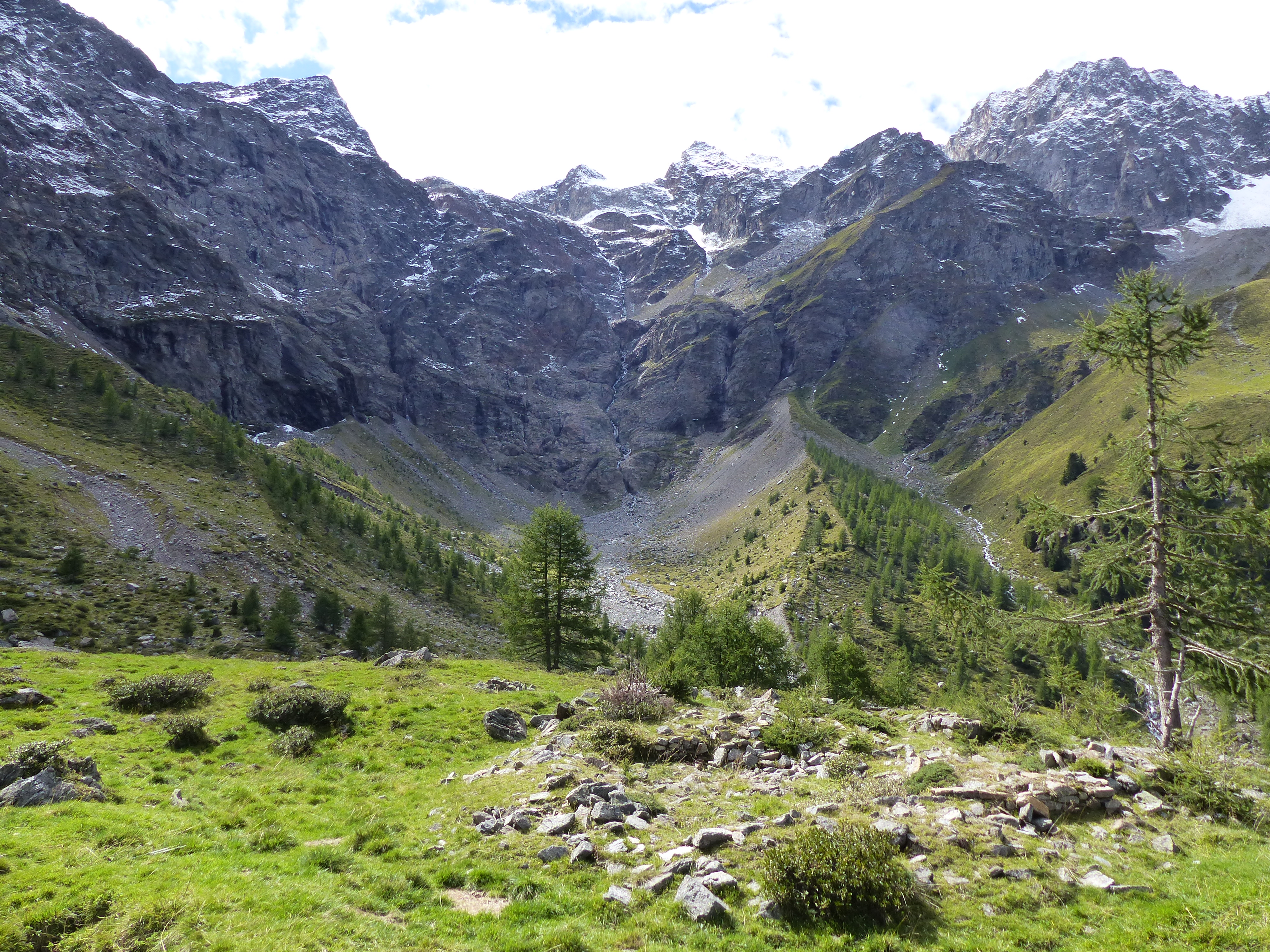
Ruine der ersten Troppauer Hütte
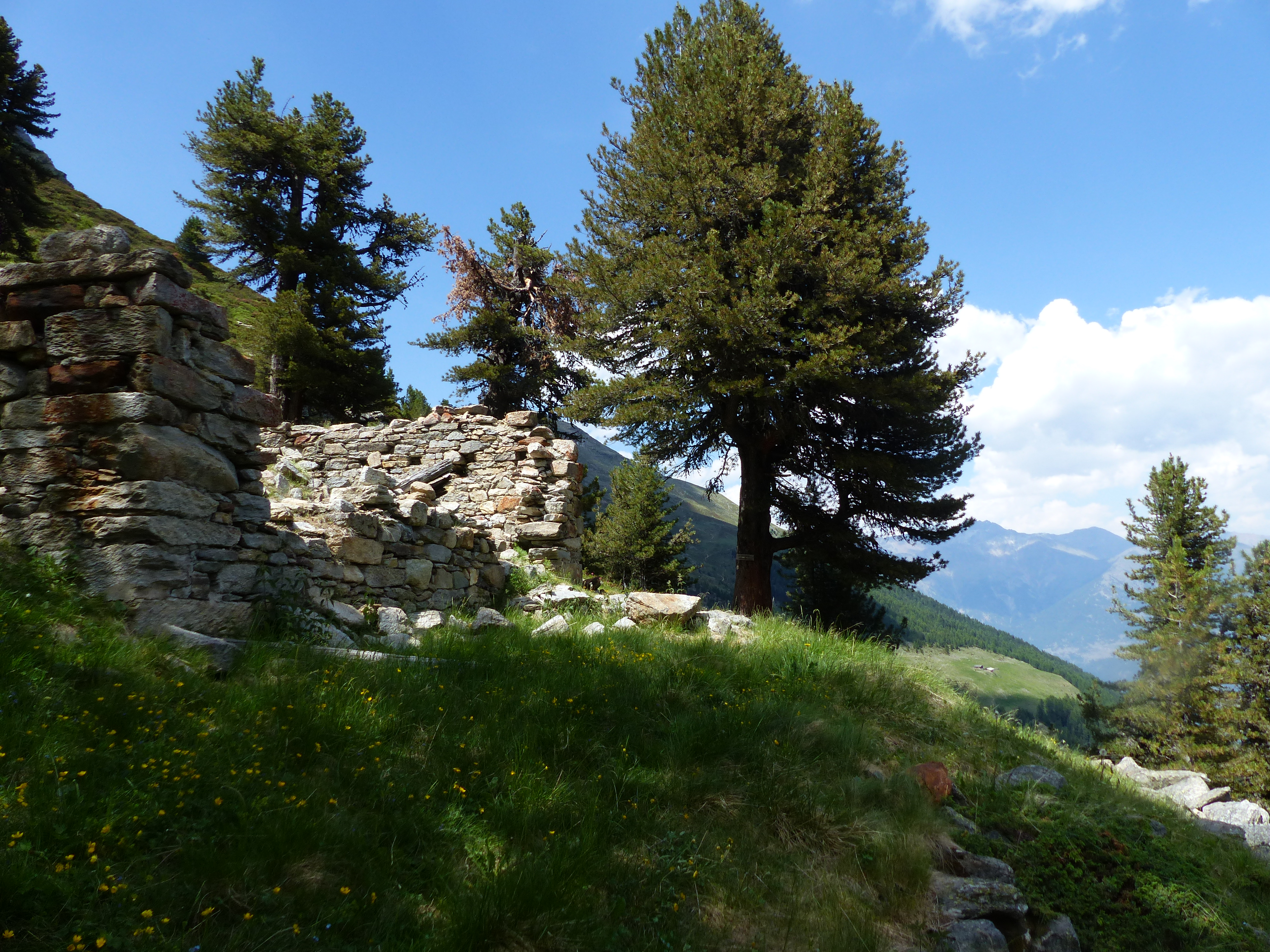
Ruine der zweiten Troppauer Hütte mit Oberer Laaser Alm im Hintergrund

## Hüttenbetrieb
Die Hütte wird durch ehrenamtliche Kräfte der Sektion Laas des AVS betreut. Dabei werden von Mitte Juni bis Mitte September und an Wochenenden im Herbst Getränke und einfache Speisen angeboten. Zudem bestehen Übernachtungsmöglichkeiten. Außerhalb dieser Zeiten dient die Obere Laaser Alm als Selbstversorgerhütte.

## Aufstieg
Die Hütte kann von Laas (868 m) in etwa 4 Stunden über zwei verschiedene Anstiegswege erreicht werden: Die erste Möglichkeit führt über den im Laaser Tal verlaufenden, für den öffentlichen Verkehr gesperrten Fahrweg bis zur Unteren Laaser Alm (1825 m) und dann auf einem Bergpfad zur Hütte. Bei der zweiten Route kann die Aufstiegszeit mit einer Anfahrt auf der Straße bis zum Dorf Parnetz (1147 m) und auf Forstwegen noch weiter bis zur Bergstation der Laaser Schrägbahn (1353 m) oder sogar bis Kahlboden (1540 m) auf bis zu knapp 2 Stunden verkürzt werden.

## Tourenmöglichkeiten
Die Hütte eignet sich als Ausgangspunkt für Besteigungen in den Laaser Bergen, unter anderem von Saurüssel (2727 m) und
Taitscheroi (Laaser Wand Spitze, 3139 m).
Die Übergänge zur Düsseldorfer Hütte und ins Martelltal sind hochalpine Touren, ebenso wie die Aufstiege, die über den Laaser Ferner führen, dessen zurückgehende Gletscherzunge derzeit noch von der Hütte sichtbar ist.

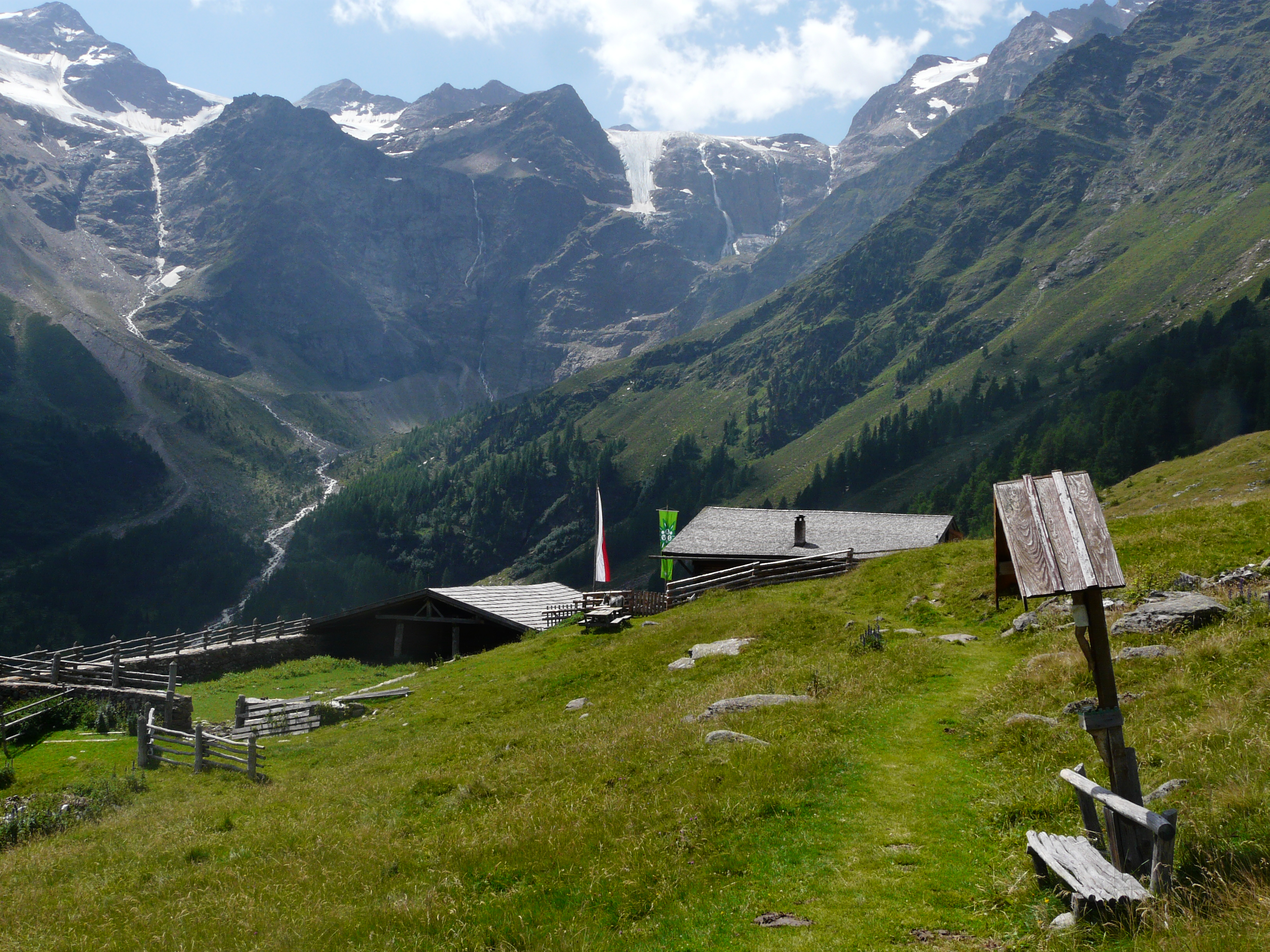
Obere Laaser Alm mit Laaser Ferner
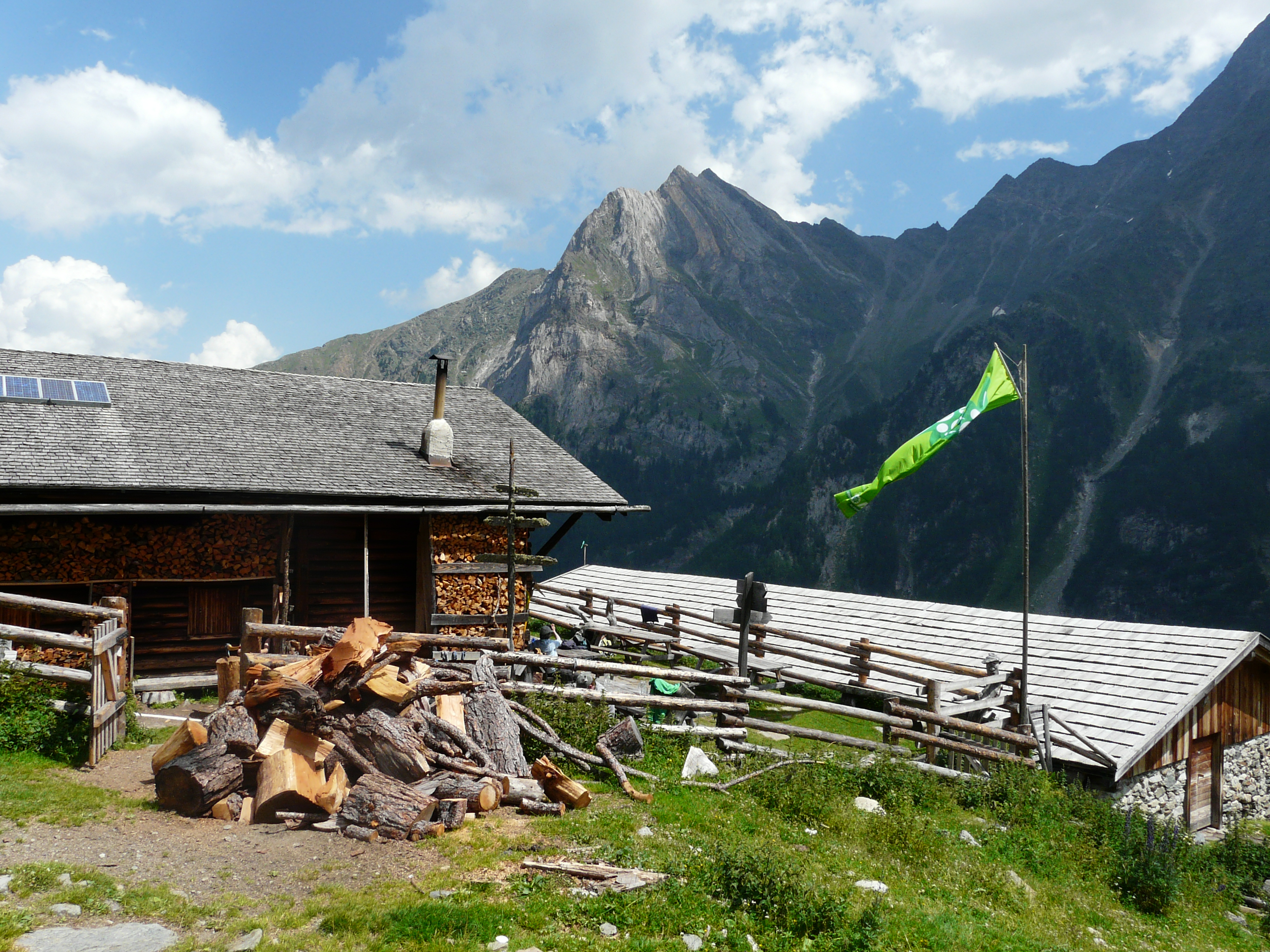
Obere Laaser Alm mit Jennwand
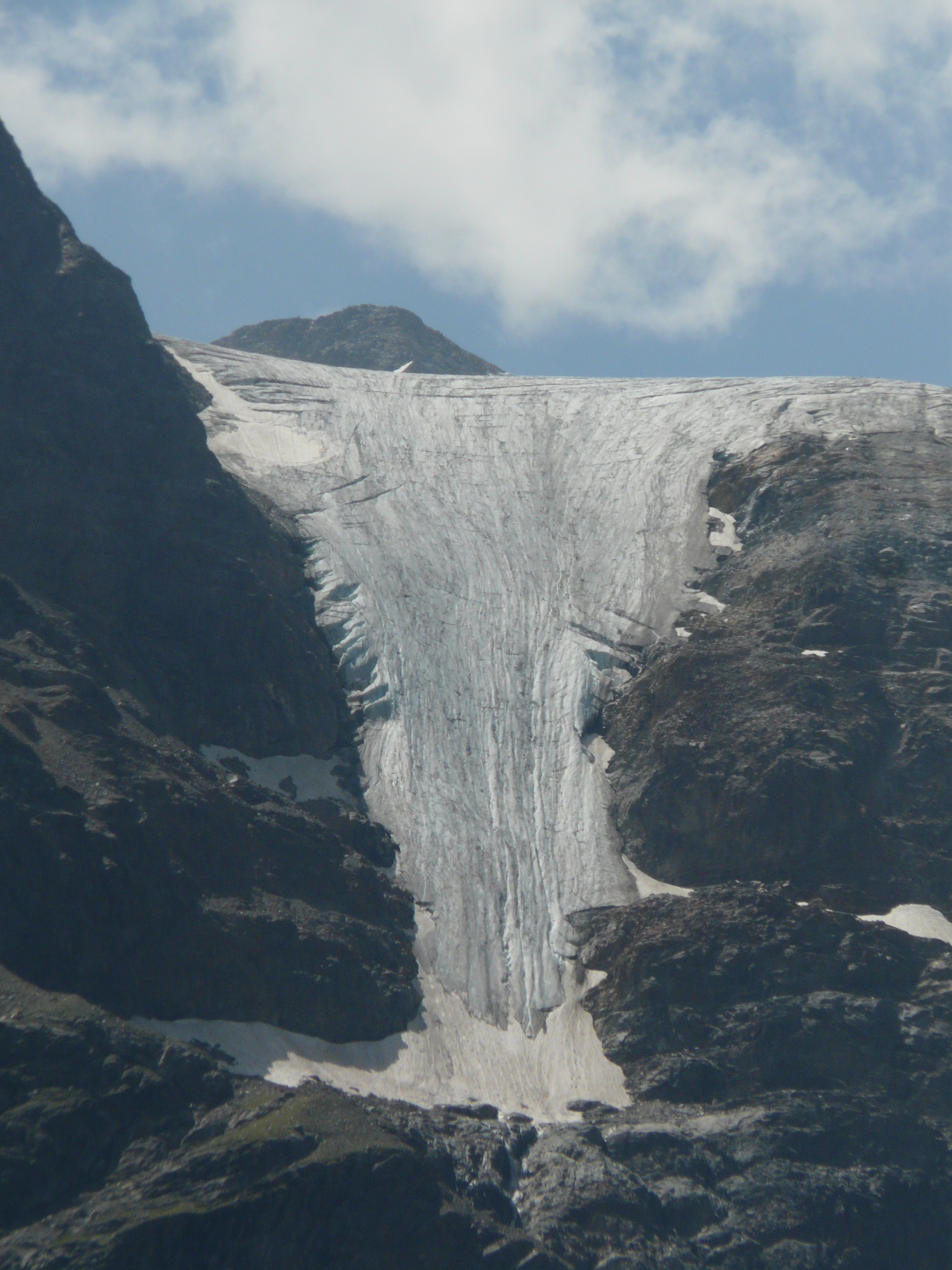
Blick auf die Zunge des Laaser Ferners von der Hütte (2013)